# Mithridatische Kriege
Erster Mithridatischer Krieg (89–85 v. Chr.)

Amnias – Protopachium – Rhodos – Athen und Piräus – Chaironeia – Orchomenos – Tenedos I
Zweiter Mithridatischer Krieg (83–81 v. Chr.)

Halys
Dritter Mithridatischer Krieg (73–63 v. Chr.)

Chalkedon – Kyzikos – Rhyndacus – Granicus und Aesepus – Lemnos – Tenedos II – Herakleia – Cabira I – Tigranokerta – Artaxata – Nisibis – Cabira II – Comana – Zela – Lykos (Nicopolis)

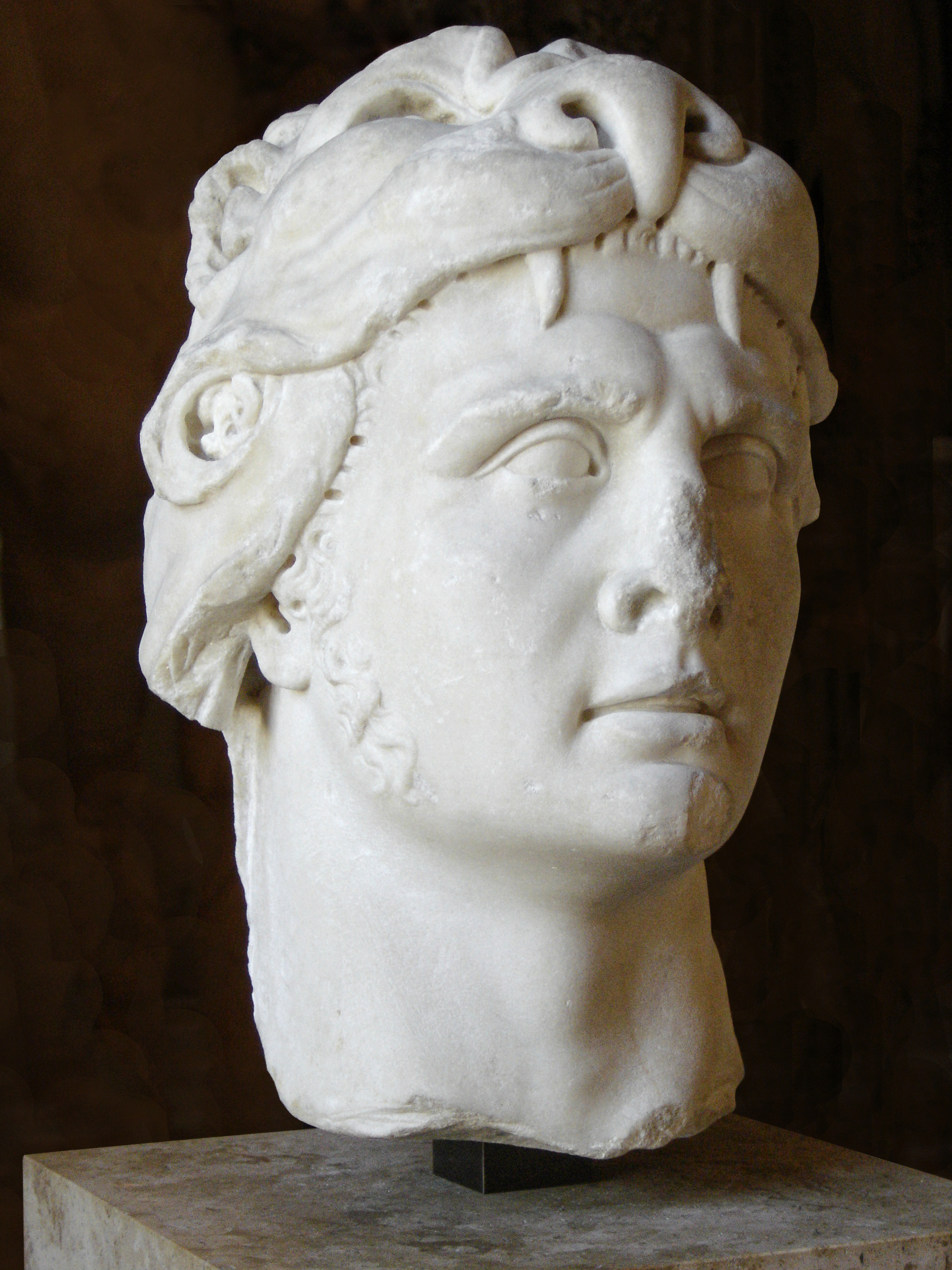
Büste des namensgebenden Mithridates VI. von Pontos im Louvre

Als Mithridatische Kriege werden die drei in den Jahren 89 bis 63 v. Chr. ausgetragenen militärischen Konflikte zwischen der Römischen Republik und dem Königreich Pontos bezeichnet. Ihren Namen verdanken sie dem pontischen König Mithridates VI., dessen Expansionsbestrebungen nach seiner Thronbesteigung um 120 v. Chr. ihn in Konflikt mit den römischen Verbündeten Kleinasiens brachten. Zum wichtigsten Konfliktherd entwickelte sich der Streit um die Thronfolge im Königreich Kappadokien, das zum Spielball des Mithridates und des bithynischen Königs Nikomedes III. geworden war. Rom griff wiederholt militärisch in den Konflikt ein, was schließlich zum Ausbruch des Ersten Mithridatischen Krieges führte.
Nach anfänglichen Erfolgen des pontischen Königs, die durch Roms innenpolitische Konflikte begünstigt wurden, endeten die Kriege mit Mithridates’ Niederlage und der Konsolidierung römischer Macht im östlichen Mittelmeerraum. Die wichtigsten Kampfhandlungen spielten sich in Griechenland, Kleinasien und der Kaukasusregion ab. Der siegreiche römische Feldherr Gnaeus Pompeius Magnus gestaltete die Region nach seinen Vorstellungen um und führte dem Römischen Reich mehrere neue Provinzen zu.

## Vorgeschichte

### Etablierung der römischen Provinz Asia
Im Frühling des Jahres 133 v. Chr. verstarb König Attalos III. und ließ sein im Westen Kleinasiens gelegenes pergamenisches Reich testamentarisch Rom zukommen. Bevor Rom sein Erbe antreten konnte, musste jedoch die Rebellion des Aristonikos niedergeschlagen werden, der sich als Sohn des früheren Königs Eumenes II. ausgab und als Eumenes III. die Kontrolle über weite Teile des Reiches übernahm. Aristonikos wurde 129 v. Chr. geschlagen und Teile des Reiches anschließend unter dem Namen Asia als erste römische Provinz östlich der Ägäis in das Römische Reich eingegliedert. Die nicht provinzialisierten Teile des Reiches wurden unter den Königreichen Kleinasiens, die Rom im Kampf gegen Aristonikos unterstützt hatten, aufgeteilt. So wurden Teile der Region Phrygien im zentralen Teil Pergamons zwischen Mithridates V. von Pontos und Nikomedes II. von Bithynien aufgeteilt. Die südöstlich gelegenen Regionen Pisidien, Lykaonien und Pamphylien fielen König Ariarathes VI. von Kappadokien zu.
Rom hatte in den vorangegangenen Jahrzehnten geringes Interesse an den Vorgängen in Kleinasien gezeigt, gute Beziehungen zum pergamenischen Reich unterhalten und es vermieden, sich in Konflikte einzumischen. Auch in den Jahrzehnten nach der Etablierung der Provinz Asia bis zum Ausbruch des Ersten Mithridatischen Krieges hielt Rom an dieser zurückhaltenden Politik fest und beschränkte seine militärische Präsenz in Asia auf kaum mehr als eine Legion. Die eskalierende Rivalität zwischen den Königreichen Kleinasiens zwang Rom jedoch bald zur Intervention.

### Pontische Expansion und Streit um die kappadokische Thronfolge
Nach dem Tod Mithridates’ V. im Jahr 120 v. Chr. verbrachte sein Sohn Mithridates VI. die ersten Jahre seiner Herrschaft im Exil; regiert wurde Pontos von seiner Mutter, die ihren jüngeren Sohn bevorzugte. Erst um 111 v. Chr. errang er die vollständige Kontrolle über Pontos und ließ seine Familie einsperren. Mithridates setzte die unter seinem Vater begonnene Expansion des Reiches fort und weitete die pontischen Grenzen entlang der östlichen Küste des Schwarzen Meeres bis über die Krim und innerhalb Kleinasiens nach Armenia Minor aus. Zwischen 108 und 103 v. Chr. fielen Mithridates und Nikomedes III. gemeinsam in Paphlagonien ein und teilten das Königreich untereinander auf. Die Allianz der beiden Könige zerbrach jedoch schon kurz darauf am parallel verlaufenden Streit um die Thronfolge in Kappadokien.
Ariarathes VI., König von Kappadokien, war zu Beginn der pontischen Expansion mit Mithridates’ Schwester Laodike verheiratet. Um seinen Einfluss zu mehren, ließ er ihn wahrscheinlich um 111 v. Chr. von einem kappadokischen Adligen namens Gordios ermorden. Nikomedes ergriff diese Gelegenheit, um in Kappadokien einzufallen, die verwitwete Laodike zu heiraten und so die Kontrolle über das Königreich zu übernehmen. Mithridates reagierte seinerseits mit einer Invasion, ließ das Paar entthronen und installierte stattdessen seinen Neffen Ariarathes VII., einen Sohn Laodikes, auf dem Thron. Als Ariarathes VII. sich seinen Befehlen widersetzte, ermordete Mithridates ihn eigenhändig und ließ nun seinen eigenen achtjährigen Sohn unter dem Namen Ariarathes IX. auf den Thron folgen. Die kappadokische Nobilität wehrte sich gegen diese Einmischung und rief einen weiteren Sohn Laodikes, Ariarathes VIII., zum König aus. Die beiden Könige regierten Kappadokien für einen unbekannten Zeitraum unter geteilter Herrschaft, bis Ariarathes VIII. von Mithridates’ Armee vertrieben wurde. Nikomedes entsandte seine Frau Laodike schließlich zusammen mit einem vermeintlichen dritten Sohn nach Rom, um die Unterstützung des Senats zu erbitten. Mithridates reagierte wiederum mit einer Gesandtschaft unter Gordios und behauptete eine verwandtschaftliche Verbindung zwischen seinem Sohn Ariarathes IX. und dem früheren König Ariarathes V. Der römische Senat wies jedoch beide Gesuche als illegitime Usurpationsversuche zurück und deklarierte das Königreich Kappadokien als „frei“. Diese Entscheidung stellte die Nobilität des Königreiches nicht zufrieden; sie bat den Senat um die Ernennung eines Königs. Die Entscheidung wurde der Nobilität überlassen, die Ariobarzanes I. zum König wählte. Im Jahr 96/95 v. Chr. entsandte Rom schließlich ein kleines Heer unter Lucius Cornelius Sulla, der zu diesem Zeitpunkt Statthalter in Kilikien war, um Ariobarzanes’ Herrschaft zu sichern. Mithridates musste sich dem römischen Willen beugen und zog aus Kappadokien ab. Die genaue Chronologie und Datierung dieses langen Thronstreits sind umstritten.
Durch den zunehmend ausartenden Konflikt zwischen Nikomedes und Mithridates sah sich Rom zum ersten Mal seit der Rebellion des Aristonikos über 30 Jahre zuvor zu einem militärischen Eingreifen in Kleinasien gezwungen. Dennoch bewirkte dieser Vorfall keinen Wandel der von Passivität bestimmten römischen Politik. Zwar wurde an Mithridates ein Exempel statuiert, als ihm die Kontrolle über die phrygischen Besitztümer entzogen wurde, die sein Vater nach der Rebellion des Aristonikos erhalten hatte, doch sah Rom die Ordnung in der Region als wiederhergestellt an und erwartete keine weitere Missachtung seiner Vormachtstellung.

### Kriegsausbruch

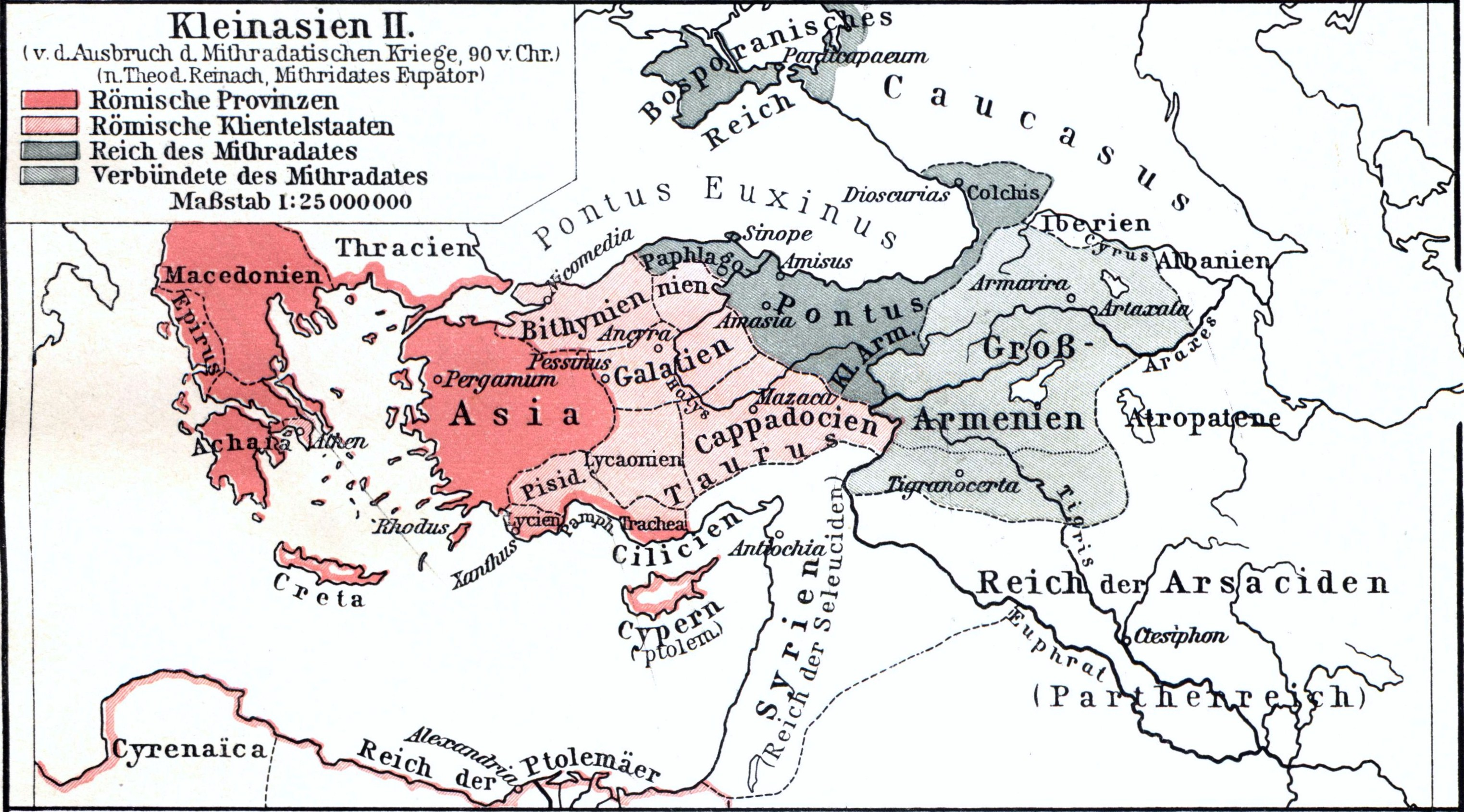
Machtverhältnisse in Kleinasien vor Ausbruch des Krieges

Mithridates setzte seine Pläne nun jedoch auf indirektem Wege fort. Um 92 v. Chr. ging er ein Bündnis mit dem armenischen König Tigranes II. ein und bot ihm seine Tochter Kleopatra zur Frau. Daraufhin fiel er auf Wunsch seines neuen Schwiegervaters im benachbarten Kappadokien ein, entthronte Ariobarzanes I. und setzte Ariarathes IX. wieder in die Herrschaft ein. Etwa zur gleichen Zeit war der bithynische König Nikomedes III. verstorben, und sein Sohn Nikomedes IV. war ihm auf den Thron gefolgt. Dessen Halbbruder Sokrates Chrestos beanspruchte jedoch den Thron und vertrieb, unterstützt durch Mithridates, Nikomedes aus Bithynien, der daraufhin nach Rom flüchtete und den römischen Senat um Hilfe anrief. Auch der aus Kappadokien geflüchtete Ariobarzanes bat um die Unterstützung Roms. Der Senat schickte daher im Jahr 91 v. Chr. eine Gesandtschaft unter Führung des Manius Aquillius mit dem Auftrag nach Kleinasien, die Macht der beiden Könige wiederherzustellen. Mithridates wurde angewiesen, dieses Vorhaben zu unterstützen. Erst als Aquillius zusammen mit dem Prokonsul der Provinz Asia, Gaius Cassius, mit einem in der Region ausgehobenen Heer in Kappadokien und Bithynien einmarschierte, gab Mithridates seine Unterstützung für Chrestos und Ariarathes auf, so dass Nikomedes und Ariobarzanes 90 v. Chr. wieder die Kontrolle in ihren Königreichen übernehmen konnten.
Die Verantwortung für den Ausbruch des Krieges im Folgejahr wird von Appian, der wichtigsten historischen Quelle, vor allem Aquillius zugeschrieben. Nach Appians Überlieferung soll Aquillius Nikomedes dazu gedrängt haben, in angrenzende Regionen des pontischen Königreiches einzufallen und diese zu plündern. Als Druckmittel soll Aquillius die große Schuld, die Nikomedes ihm gegenüber aufgrund der vorangegangenen Wiederherstellung seiner Macht hatte, geltend gemacht haben. Aquillius soll dabei die ihm vom Senat übertragenen Kompetenzen überschritten und Nikomedes bewusst zu einem offenen Krieg mit Mithridates angestiftet haben. Diese Beschreibung der Ereignisse wurde von weiten Teilen der modernen Forschung anerkannt, fand allerdings auch entschiedenen Widerspruch. Mithridates reagierte auf diese Aggressionen zunächst auf diplomatischem Wege. Er bat den Senat um Roms Neutralität und die Erlaubnis, den Konflikt zwischen ihm und Nikomedes ohne Roms Einmischung austragen zu dürfen. Die römische Antwort untersagte ihm jedoch jede Reaktion auf Nikomedes’ Aggression und wies beide Könige an, die Kampfhandlungen einzustellen. Der Senat unternahm allerdings keine Anstrengungen, seinen Willen zu vollstrecken, sodass Nikomedes seine Überfälle ungestört fortsetzen konnte. Mithridates ließ daraufhin im Sommer 89 v. Chr. seinen Sohn Ariarathes IX. in Kappadokien einmarschieren und Ariobarzanes I. erneut entthronen.

## Erster Mithridatischer Krieg (89–85 v. Chr.)

### Pontische Offensive in Kleinasien
Die römischen Feldherren reagierten auf die erneute Invasion Kappadokiens mit der Aushebung mehrerer Armeen und bereiteten einen Einmarsch vor, um Ariobarzanes’ Herrschaft wiederherzustellen. Mithridates’ Generäle, Archelaos und Neoptolemos, ergriffen jedoch schnell die Initiative, stellten die Armee des Nikomedes in Paphlagonien und schlugen ihn vernichtend. Sie verfolgten ihre aggressive Strategie weiter und besiegten eine zweite Armee unter Manius Aquillius. Ein drittes Heer unter der Führung des Proprätoren Quintus Oppius versuchte erfolglos, befestigte Städte im Süden Phrygiens zu verteidigen, während ein vierter Truppenverband unter Gaius Cassius sich nach Apameia zurückzog und kampflos aufgelöst wurde. Die in der Region ausgehobenen, unerfahrenen Milizen hatten sich den kampferprobten Truppen des Mithridates als nicht gewachsen erwiesen. Damit stand Mithridates der Weg in die Provinz Asia offen, der vereinzelte Widerstand griechischer Städte wurde bis zum Frühjahr 88 v. Chr. von seinen Generälen niedergeschlagen. Die Seemacht Rhodos bildete nun den einzig verbliebenen feindlichen Machtfaktor in der Region. Mithridates begann im Sommer mit der Belagerung der Insel, die Rom treu geblieben und für ihre starke Flotte berühmt war. Es misslang ihm zwar, die Insel einzunehmen, doch die rhodischen Flottenverbände wurden für den Rest des Krieges durch eine pontische Seeblockade an den heimischen Kriegsschauplatz gebunden und konnten Rom dadurch nicht militärisch unterstützen. Mithridates hatte damit die Kontrolle über das ägäische Meer inne. Ermutigt durch anhaltende innenpolitische Konflikte in Rom, bereitete er im Herbst die Invasion der römischen Provinz Macedonia in Griechenland vor.

### Das Massaker von 88 v. Chr.
Vermutlich im Frühjahr 88 v. Chr., die genaue Datierung bleibt strittig, kam es zu einem koordinierten Massaker an Römern und Italikern in der Provinz Asia. Dabei starben antiken Schätzungen zufolge 80.000 bis 150.000 Menschen, moderne Historiker halten diese Zahlen jedoch für deutlich übertrieben. Dieses als Vesper von Ephesos bekannte Ereignis wurde von Mithridates angeordnet und verfolgte das unmittelbare strategische Ziel, die Loyalität der griechischen Städte in der Region zu gewinnen. Nach einer solchen Tat konnten die Griechen im Fall einer Niederlage des Mithridates kaum eine milde Behandlung von den Römern erwarten, was ihm deren beständige Unterstützung sicherte. Die Motivation griechischer Städte, an diesem Akt teilzunehmen, findet sich einerseits in der Angst vor Mithridates, der mit seiner militärischen Präsenz eine konkrete Bedrohung darstellte, aber auch in einer angewachsenen Abneigung gegenüber den Römern, welche die Provinz seit ihrer Etablierung finanziell ausgebeutet hatten. Zudem profitierten die griechischen Städte direkt von den konfiszierten Reichtümern der Opfer.

### Kriegsverlauf in Griechenland

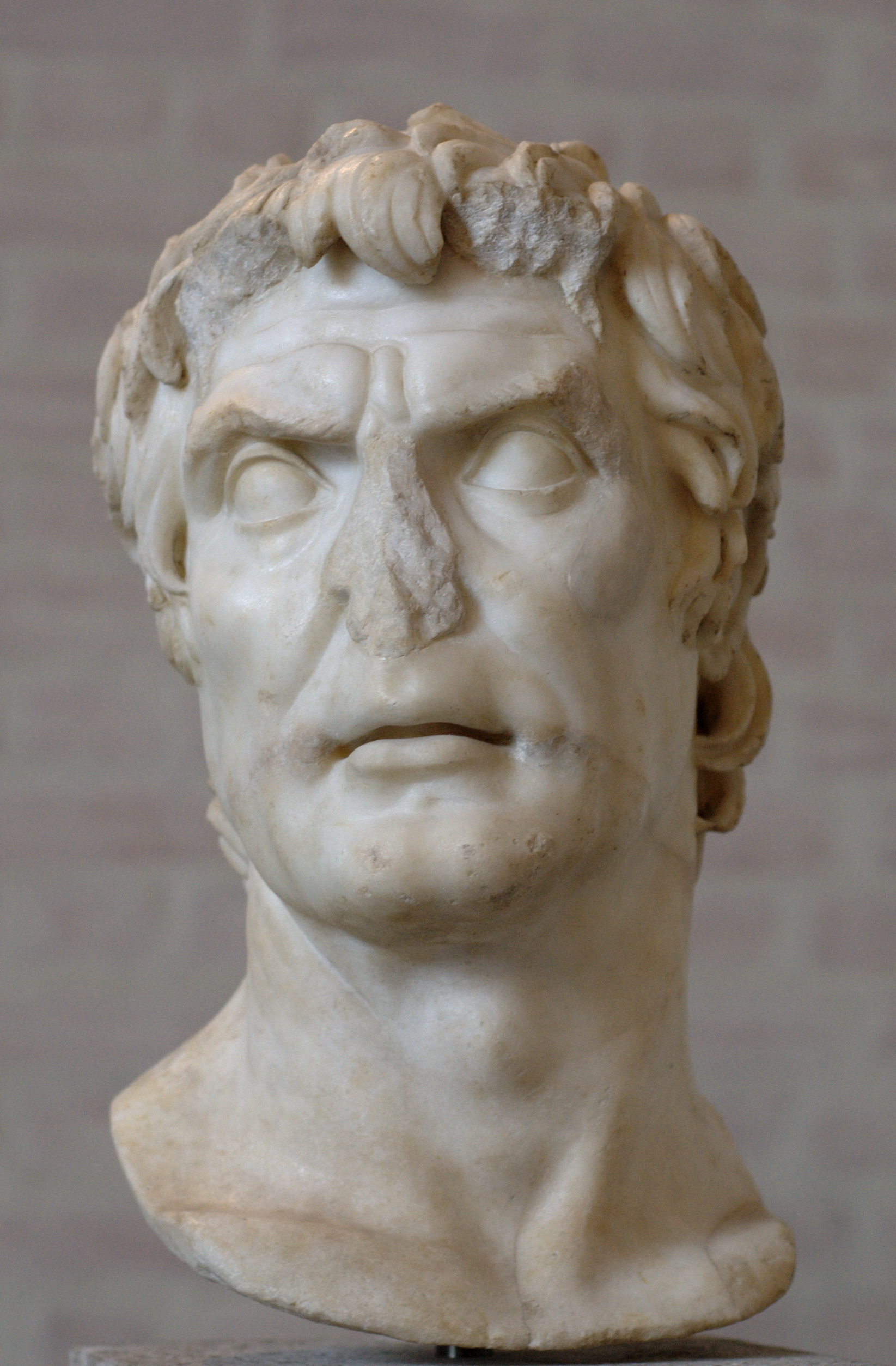
Lucius Cornelius Sulla Felix führte die römische Armee gegen Mithridates

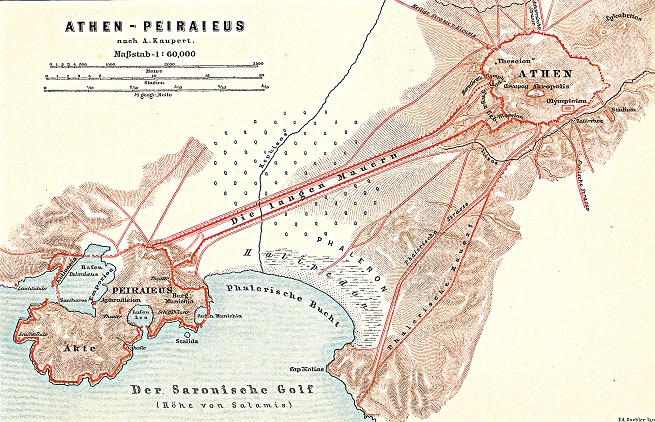
Darstellung der Langen Mauern zwischen Athen und Piräus

Im Herbst 88 v. Chr. setzte Archelaos mit einer kleinen Vorhut nach Attika über und etablierte seine militärische Basis auf der Insel Euböa. Die römische Militärpräsenz beschränkte sich größtenteils auf die weiter nördlich gelegenen Regionen der Provinz Macedonia unter der Verwaltung des Proprätors Gaius Sentius. Archelaos rückte weiter Richtung Norden nach Thessalien vor, stieß dort jedoch auf römischen Widerstand unter Quintus Braitius Sura, einem Legaten des Sentius. Nach einer Reihe von ergebnislos gebliebenen Scharmützeln zog sich Archelaos in den Hafen Athens, den Piräus, zurück, um auf die fortlaufend eintreffende Verstärkung aus Kleinasien zu warten. Athen war nach der Ankunft seiner Armee zur pontischen Seite übergelaufen, nachdem eine anti-römische Fraktion innerhalb der Stadt im Verlauf des Jahres zunehmend an Einfluss gewonnen hatte.
Die römische Gegenoffensive verzögerte sich aufgrund mehrerer innenpolitischer Konflikte bis zum Frühling des Jahres 87 v. Chr. Rom befand sich seit 91 v. Chr. in einer als Bundesgenossenkrieg bekannten militärischen Auseinandersetzung mit seinen italischen Verbündeten, die erst Anfang 88 v. Chr. endete und die Aufstellung einer Armee für einen Krieg im Osten erschwerte. Lucius Cornelius Sulla, der sich im Krieg ausgezeichnet hatte, wurde für das Jahr 88 zum Konsul gewählt und erhielt das Kommando über fünf Legionen, um sich Mithridates entgegenzustellen. Der anhaltende Konflikt zwischen den verschiedenen Interessen innerhalb der römischen Politik führte jedoch dazu, dass ihm das Kommando bereits kurze Zeit darauf zugunsten seines alten Rivalen Gaius Marius wieder entzogen wurde. Sulla marschierte daraufhin mit seiner Armee auf Rom und vertrieb Marius aus der Stadt. Er verbrachte das Jahr in Rom, ließ seine politischen Feinde hinrichten und limitierte durch mehrere Gesetze den Einfluss verschiedener Institutionen, die ihn seines Kommandos enthoben hatten. Erst Anfang 87 v. Chr. setzte er mit seiner Armee über das Adriatische Meer nach Griechenland über. Nach seiner Landung in Dyrrachium oder Apollonia marschierte er entlang der Via Egnatia durch Makedonien und versuchte die Armee des Archelaos zu stellen, bevor sie ihre volle Stärke erreichen konnte. Archelaos vermied eine direkte Konfrontation und zog sich nach Piräus zurück, wo er von Sulla belagert wurde. Die Stadt bildete dank ihres Hafens eine wichtige Basis für die pontische Seehoheit und war zudem durch die Langen Mauern direkt mit Athen verbunden. Die belagerten Athener konnten durch die pontischen Schiffe regelmäßig mit Nachschub versorgt werden, was Sulla Ende 87 v. Chr. dazu veranlasste, seinen Quästor Lucius Licinius Lucullus mit der Aufstellung einer Flotte zu beauftragen. Nach mehreren Monaten konnte Sulla am 1. März 86 v. Chr. zunächst Athen und in den Wochen darauf auch Piräus einnehmen. Archelaos gelang es, sich mit dem Rest seiner Armee zurückzuziehen.
Bereits im Sommer 87 v. Chr. war eine zweite pontische Armee von etwa 60.000 Mann unter Mithridates’ Sohn Arkathias aus Asia über den Hellespont gesegelt, durch Thrakien marschiert und hatte Makedonien erobert. Die beiden pontischen Armeen schlossen sich in Thessalien zusammen. Sulla nahm die Verfolgung auf und schlug die kombinierte Armee schließlich im Sommer 86 v. Chr. nahe der Stadt Chaironeia trotz ihrer zahlenmäßigen Überlegenheit vernichtend. Da die pontische Flotte noch immer die Seehoheit innehatte, konnte Sulla von diesem Sieg jedoch kaum strategisch profitieren und musste sich bald einer dritten Armee vergleichbarer Größe stellen, die aus Asia über die Ägäis gesegelt und in Griechenland gelandet war. Noch im selben Jahr schlug Sulla auch diese Armee und die Überlebenden von Chaironeia in der Schlacht von Orchomenos. Nach dieser Niederlage erklärte sich Archelaos zu ersten Friedensverhandlungen bereit.

### Frieden von Dardanos
Rom war in der Zwischenzeit im Chaos eines Bürgerkrieges versunken, in dessen Verlauf Gaius Marius und seine Verbündeten die Kontrolle über die Stadt zurückerlangten und Sulla zum Staatsfeind erklärten. Marius wurde zum Konsul gewählt und sollte erneut die Kontrolle über das Kommando im Osten übernehmen, verstarb allerdings Anfang 86 v. Chr. eines natürlichen Todes. Stattdessen wurde Lucius Valerius Flaccus zum Suffektkonsul gewählt und erhielt das Kommando über zwei Legionen. Zusammen mit seinem Legaten Gaius Flavius Fimbria marschierte er im Herbst durch Makedonien und Thrakien bis zum Bosporus und eroberte Teile Bithyniens zurück. Der unpopuläre Flaccus fiel einer Revolte unter Fimbrias Führung zum Opfer, der das Kommando übernahm und bis zum Sommer 85 v. Chr. die zerstreuten pontischen Armeen in Asia besiegte und Mithridates bis zum Hafen von Pitane an der Küste der Provinz verfolgte. Lucullus erschien zu diesem Zeitpunkt mit seiner Flotte, weigerte sich jedoch, den Rivalen seines Feldherren zu unterstützen. Mithridates gelang es daraufhin, sich nach Mytilene zurückzuziehen.
Nach Sullas Sieg in der Schlacht von Orchomenos zogen sich die verbleibenden pontischen Truppen über die Ägäis nach Asia zurück. Sulla marschierte mit seiner Armee Richtung Norden, um über den Hellespont nach Asia überzusetzen, und verhandelte in der Zwischenzeit mit Archelaos die Bedingungen eines Friedensvertrages aus. Auch wenn Mithridates militärisch geschlagen war, befand sich Sulla in einer schlechten Verhandlungsposition: Der pontische König konnte sich auch nach Lucullus’ Ankunft noch immer auf seine Seehoheit stützen, in Rom war Sulla zum Staatsfeind erklärt worden und der ihm feindlich gesinnte Fimbria stand mit zwei Legionen in Asia. Sulla wollte möglichst schnell nach Rom zurückkehren, um sich seinen politischen Feinden zu widmen, und ließ sich daher auf ungewöhnlich milde Bedingungen ein. Mithridates musste einen Teil seiner Flotte an Sulla abtreten, einen geringen Tribut zahlen und bekam im Gegenzug die Kontrolle über sein Königreich und alle Eroberungen vor Ausbruch des Krieges sowie den Status als „Freund und Verbündeter“ Roms zugestanden. Nikomedes IV. und Ariobarzanes I. sollten wieder die Herrschaft in Bithynien und Kappadokien übernehmen.
Mithridates und Sulla trafen sich schließlich Ende 85 v. Chr. persönlich in der Stadt Dardanos, um den Friedensvertrag abzusegnen. Der Frieden von Dardanos stieß unter den Soldaten Sullas auf Ablehnung. In ihren Augen entging Mithridates einer gerechten Strafe für das Massaker von 88, außerdem hatten sie sich die Plünderung der wohlhabenden Regionen des pontischen Königreiches erhofft. Sulla verteidigte den Frieden vor seinen Soldaten zunächst mit der Bedrohung durch Fimbria, in seinen Memoiren nannte er später die Notwendigkeit einer schnellen Rückkehr nach Rom, um sich seinen politischen Feinden zu widmen, als Hauptgrund für die milden Bedingungen. Sulla ließ die Bedingungen des Friedens nicht schriftlich festhalten und unternahm auch in den Folgejahren keinen Versuch, den unpopulären Vertrag offiziell vom römischen Senat ratifizieren zu lassen.

### Neuordnung durch Sulla
Im Anschluss an den Frieden von Dardanos musste sich Sulla dem Legaten Fimbria widmen, der einen nicht unerheblichen Anteil am Sieg über Mithridates für sich beanspruchen konnte und daher eine Bedrohung für Sulla darstellte, der sich von seinen Erfolgen Ruhm und damit politischen Einfluss für die bevorstehende Konfrontation in Rom erhoffte. Fimbria hatte sich mit seinen beiden Legionen nach Thyatira zurückgezogen, wo er von Sulla belagert wurde. Sein Aufruf zur Kapitulation wurde zwar zurückgewiesen, die beiden Legionen liefen jedoch zu Sulla über, was Fimbria letztendlich in den Suizid trieb.
Sulla schränkte die Unabhängigkeit der griechischen Städte in der Provinz Asia ein, nicht wenige mussten in Folge erstmals regelmäßigen Tribut an Rom zahlen. Zusätzlich wurden ihnen Zahlungen in Höhe von insgesamt 20.000 Talenten Silber für ihre Teilnahme am Massaker zu Beginn des Krieges auferlegt. In Ephesos wurden zudem die wichtigsten Unterstützer der Rebellion hingerichtet. Der hohe Tribut und die Einquartierung der römischen Armee für den Winter bedeutete für die meisten Städte der Region den finanziellen Ruin. Die Restauration von Nikomedes’ und Ariobarzanes’ Herrschaft überließ Sulla seinem Legaten Gaius Scribonius Curio. Die Administration der Provinz wurde mit Lucius Licinius Murena einem weiteren Legaten übertragen, welcher für diese Aufgabe das Kommando über die beiden Legionen Fimbrias erhielt. Sulla hatte sich wenig Zeit genommen, um die Ordnung in Kleinasien wiederherzustellen oder die Bedingungen des Friedensvertrages aktiv durchzusetzen, und begab sich stattdessen im Frühjahr 84 v. Chr. auf den Rückweg nach Rom. Unmittelbar nach Sullas Abzug aus der Provinz weigerte sich Mithridates, die Kontrolle über Kappadokien vollständig aufzugeben.

## Zweiter Mithridatischer Krieg (83–81 v. Chr.)
Murena zeigte wenig Interesse an der Verwaltung der Provinz Asia und nutzte stattdessen Mithridates’ Weigerung, Kappadokien vollständig an Ariobarzanes abzutreten, als Vorwand, einen Krieg zu führen und sich einen Triumph zu sichern. Im Sommer 83 v. Chr. marschierte er durch Kappadokien, um von Süden her in Pontos einzufallen, und drang dabei bis Komana vor. Mithridates reagierte auf Murenas Aggression mit einer diplomatischen Gesandtschaft, die sich auf den Frieden von Dardanos berief. Murena stritt die Existenz eines Friedensvertrages mit dem Hinweis darauf ab, dass kein schriftliches Dokument existiere, in dem die Bedingungen formell festgehalten worden waren. Im Winter 83/82 v. Chr. beschwerte sich Mithridates offiziell in Rom. Im Sommer zog Murena ein zweites Mal plündernd durch Pontos, eine militärische Reaktion durch Mithridates blieb erneut aus. Murena ignorierte zudem einen senatorischen Befehl, die Angriffe auf pontisches Gebiet einzustellen, und setzte seine Überfälle auch in der zweiten Hälfte des Jahres fort. Mithridates sah sich nun endgültig zu einem Gegenschlag gezwungen, besiegte Murenas Truppen an einem nicht näher bekannten Ort und vertrieb die verbleibenden römischen Garnisonen aus Kappadokien.
Sulla war im Frühling des Jahres 83 v. Chr. in Italien angekommen und gewann in einem Bürgerkrieg gegen die Reste der marianischen Fraktion die Kontrolle über Rom. Er ließ sich für unbestimmte Zeit zum Diktator ernennen und führte umfangreiche Proskriptionen durch, denen Tausende seiner tatsächlichen und vermeintlichen politischen Feinde zum Opfer fielen. Sulla strebte zudem einen Triumph über Mithridates an, den er aber aufgrund der andauernden Kampfhandlungen nicht antreten konnte. Er entsandte daraufhin einen Botschafter nach Kleinasien und befahl den Konfliktparteien, den Krieg zu beenden. Murena wurde nach Rom zurückbeordert und eine junge Tochter des Mithridates sollte Ariobarzanes zur Frau geboten werden. Mithridates nutzte die Heirat, um seinen Einfluss über Kappadokien auszuweiten. Dennoch fand der Zweite Mithridatische Krieg damit ein Ende, sodass Sulla Ende Januar 81 v. Chr. seinen Triumph über Mithridates feiern konnte.

## Zwischen den Kriegen

### Wiederherstellung römischer Herrschaft

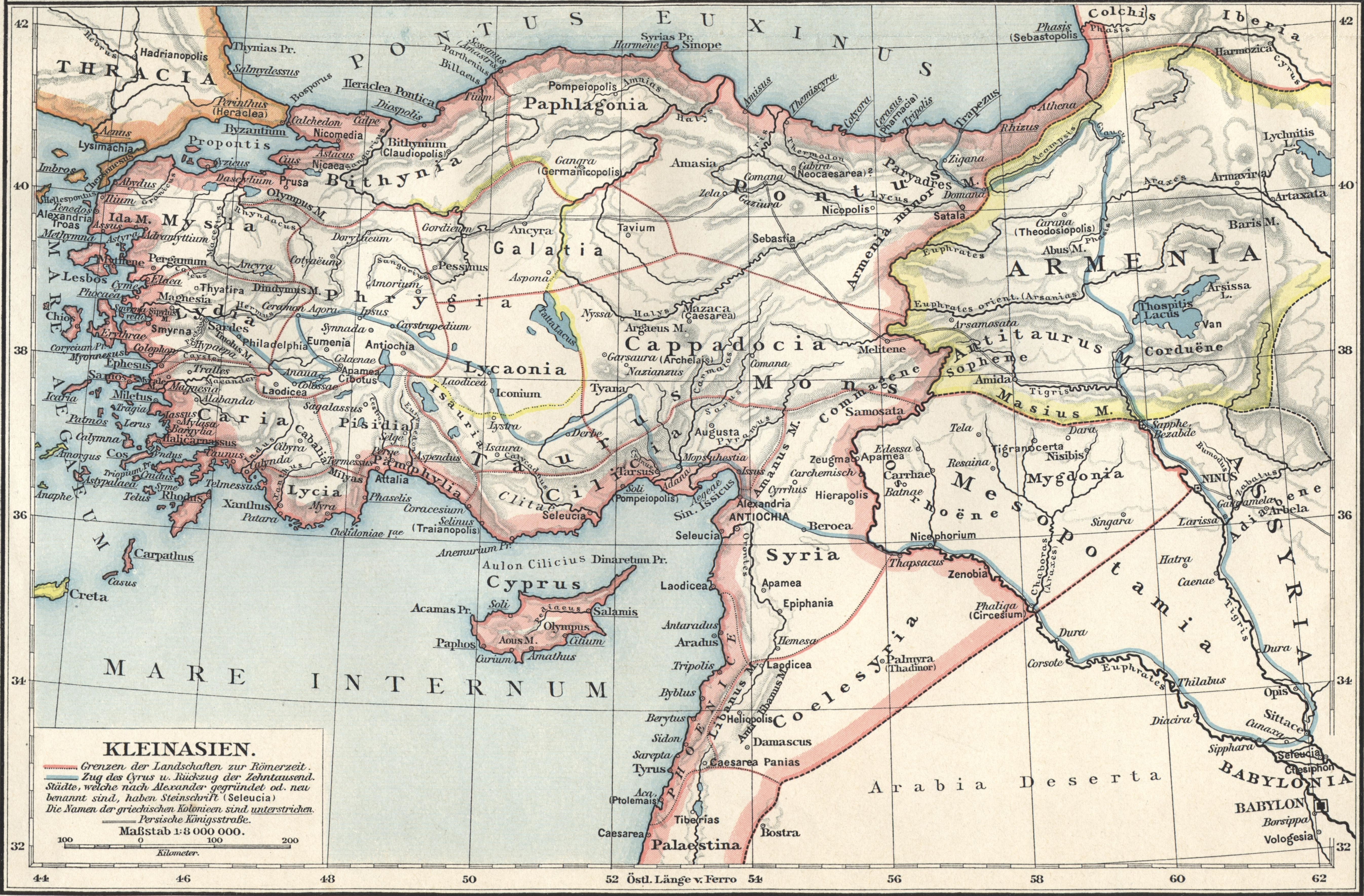
Detaillierte Karte Kleinasiens in der Antike

Das Ende des Zweiten Mithridatischen Krieges brachte einschneidende Veränderungen. Die im Süden Kleinasiens gelegenen Regionen Pamphylien, Pisidien und Lykaonien wurden ab 80 v. Chr. unter dem Namen Cilicia erneut dem militärischen Kommando eines Proprätoren und später eines Prokonsuls unterstellt. Schon zuvor war die Region wiederholt als Operationsbasis für den Kampf gegen Piraten oder zur Unterstützung von Ariobarzanes eingesetzt worden, ohne dabei als Provinz ins Römische Reich eingegliedert worden zu sein. Etwa zur selben Zeit beschwerte sich Ariobarzanes in Rom über die anhaltende Besatzung von Teilen seines Königreiches durch Mithridates. Dieser wurde angewiesen, sich zurückzuziehen, und bestätigte seinen Gehorsam 78 v. Chr. durch eine diplomatische Mission nach Rom, die bei dieser Gelegenheit auch auf die Ratifizierung des Friedens von Dardanos drängte. Sulla war zu diesem Zeitpunkt bereits verstorben und die Konsuln in Rom gestatteten den Diplomaten keine Anhörung, was den Frieden von Dardanos faktisch für nichtig erklärte.
Zur selben Zeit erreichte Publius Servilius Vatia die neue Provinz, um sein Amt als Prokonsul für die Jahre 78 bis 74 v. Chr. anzutreten. Die latente Bedrohung durch Mithridates, das Problem der Piraterie im östlichen Mittelmeerraum sowie der Zustand offener Rebellion, in dem Teile Kleinasiens seit dem Ende des Krieges zurückgelassen worden waren, veranlassten den Senat, ihm zusätzlich zu den beiden inzwischen stark erschöpften Legionen Fimbrias zwei weitere Legionen zur Verfügung zu stellen. Die Sommer 78 und 77 v. Chr. verbrachte er im Kampf gegen die Piraten und vertrieb sie erfolgreich aus mehreren Städten der Region und den Gewässern Pamphyliens. Die folgenden Jahre verbrachte er mit der Eroberung Isauriens sowie dem Bau einer Straße durch das Taurusgebirge, durch welches der einzig direkte Weg aus dem Süden Cilicias heraus nach Kappadokien führte. In Folge wurde Cilicia nach Servilius’ Prokonsulat als wichtigster Ausgangspunkt für jede zukünftige Operation gegen Mithridates wahrgenommen.

### Erneuter Kriegsausbruch
Mithridates war in den Jahren nach dem Ende des Krieges nicht untätig geblieben und bereitete sich auf einen weiteren Krieg vor. Die Nachwehen des Bürgerkrieges zwischen Marius und Sulla zeigten sich noch immer in der Rebellion des Quintus Sertorius, der in Spanien eine Gegenregierung aufgebaut hatte. Mithridates schloss um 74 v. Chr. ein Bündnis mit Sertorius und ließ ihm Schiffe im Austausch für einen Stab an militärischen Beratern zukommen. Deserteure aus den Reihen der Legionen Fimbrias trugen zu Mithridates’ geplanter Neuausrichtung des Heeres bei, das nun nach römischem Vorbild ausgerüstet und trainiert wurde. Die pontische Flotte wurde wieder aufgebaut und übertraf nun sogar ihre frühere Stärke. Nach Servilius’ Rückkehr nach Rom wurde Lucius Octavius zum neuen Prokonsul Cilicias, er starb jedoch unerwartet kurz nach seiner Ankunft im Frühling 74 v. Chr. Etwa zum gleichen Zeitpunkt war Nikomedes IV. von Bithynien verstorben, ohne einen rechtmäßigen Erben zu hinterlassen. Um sein Reich vor Mithridates’ Einmischung zu schützen, hatte er es Rom zukommen lassen. Nachdem der Thronanspruch eines illegitimen Sohnes zurückgewiesen worden war, übernahm Marcus Iunius Iuncus, zu diesem Zeitpunkt Prokonsul Asias, die Provinzialisierung des Reiches. Die Annexion Bithyniens verschob die Grenzen des Römischen Reiches näher an den Kern des pontischen Königreiches, was Mithridates dazu veranlasste, den östlichen Teil Paphlagoniens zu besetzen, um auf eine eventuelle römische Aggression schneller reagieren zu können.
Im römischen Senat wurde eine erneute Aufnahme der Feindseligkeiten schon seit dem Ende des Krieges für unvermeidlich gehalten, die Nachricht von einer pontischen Allianz mit Sertorius und die Invasion Paphlagoniens bekräftigten diese Haltung weiter. Daraufhin sicherte sich Lucullus, der nach seinem Dienst unter Sulla im Jahr 74 v. Chr. zum Konsul aufgestiegen war, in der Hoffnung auf einen prestigeträchtigen Feldzug gegen Mithridates das Prokonsulat in Cilicia. Sein Amtskollege Marcus Aurelius Cotta konnte die neu eingerichtete Provinz Bithynia für sich beanspruchen. Lucullus wurde vor seiner Abreise eine weitere Legion zur Seite gestellt, sodass nach seiner Ankunft in Cilicia Anfang 73 v. Chr. insgesamt fünf Legionen unter seinem Kommando standen. Die beiden römischen Feldherren hatten den Auftrag erhalten, einen Präventivkrieg gegen Mithridates zu führen. Lucullus zog seine Truppen im Norden Phrygiens zusammen und bereitete die Invasion Pontos’ vor. Mithridates interpretierte die römischen Truppenbewegungen berechtigterweise als Kriegsvorbereitungen und reagierte im Frühling 73 v. Chr. mit der Invasion Bithyniens, um einem römischen Angriff zuvorzukommen.

## Dritter Mithridatischer Krieg (73–63 v. Chr.)

### Kriegsverlauf in Kleinasien
Mithridates marschierte mit seiner schätzungsweise 100.000 bis 150.000 Mann  umfassenden Invasionsarmee innerhalb von neun Tagen durch Paphlagonien und Bithynien bis zum Bosporus und besetzte dabei zahlreiche Städte Bithyniens. Die nur wenige Tausend Mann starke Armee Cottas wurde nahe der Stadt Chalkedon geschlagen und anschließend belagert. Die römische Flotte im Hafen der Stadt wurde dabei vollständig zerstört. Mithridates erwartete zu diesem Zeitpunkt Lucullus’ Invasion von Süden her durch Lykaonien und Kappadokien und hatte zu diesem Zweck einen Teil seiner Armee in Pontos zur Verteidigung zurückgelassen. Lucullus befand sich jedoch bereits im Norden Phrygiens und zog mit seinen Truppen nach Chalkedon, um Cotta zu unterstützen. Mithridates marschierte mit seiner Armee weiter nach Kyzikos, einer strategisch bedeutenden Hafenstadt in Asia, und nahm die Belagerung auf. Er stieß dabei auf unerwartet starken Widerstand und wurde bald von Lucullus eintreffenden Truppen umschlossen. Die enorme Größe der pontischen Armee erwies sich im Verlauf der Belagerung als ihre größte Schwäche. Lucullus gelang es, die Armee zu Land von ihren Nachschubrouten abzuschneiden, die ausreichende Versorgung der Soldaten konnte daraufhin durch die Flotte allein nicht mehr gewährleistet werden. Krankheit, Hunger und der nahende Winter zwangen Mithridates schließlich zum Rückzug. Seine Armee war inzwischen bereits zu stark geschwächt, um durch die römischen Reihen zu brechen und wurde während ihres langen Rückzugs nach Lampsakos beinahe vollständig aufgerieben. Mithridates konnte sich anschließend mit den verbleibenden Truppen auf dem Seeweg nach Nikomedia retten.
Lucullus bereitete nun seinen Einmarsch in Pontos vor. Er trat einen kleinen Teil seiner Truppen an Cotta ab, der die von einer pontischen Garnison besetzte Stadt Herakleia belagerte, um Lucullus einen ungestörten Vormarsch durch Paphlagonien zu ermöglichen. Im Verlauf der Kampagne im Sommer 72 v. Chr. vermieden beide Seiten eine direkte Konfrontation, erst im folgenden Sommer konnte die pontische Armee bei Cabira gestellt werden. Lucullus positionierte seine Truppen auf einem Hügel gegenüber der Festung und sah sich wiederholten Angriffen auf seine Versorgungslinien ausgesetzt, die jedoch unter starken pontischen Verlusten abgewehrt werden konnten. Mithridates entschied sich schließlich zu einem erneuten Rückzug nach Kleinarmenien. Der zunächst geordnete Rückzug brach offenbar aufgrund von Gerüchten über desertierende Offiziere zusammen und ermöglichte Lucullus die vollständige Zerstörung der flüchtenden Armee. Mithridates gelang die Flucht zu seinem Schwiegersohn Tigranes II. nach Großarmenien. Bis zum Sommer 70 v. Chr. eroberte Lucullus die pontischen Küstenstädte Amisos und Sinope und erkannte Machares, einen Sohn und Regenten des Mithridates auf der Krim, als „Freund und Verbündeten“ Roms an. Damit hatte er die Kontrolle über das gesamte pontische Königreich inne. Anschließend informierte er den Senat über den siegreichen Abschluss des Krieges.

### Invasion Armeniens

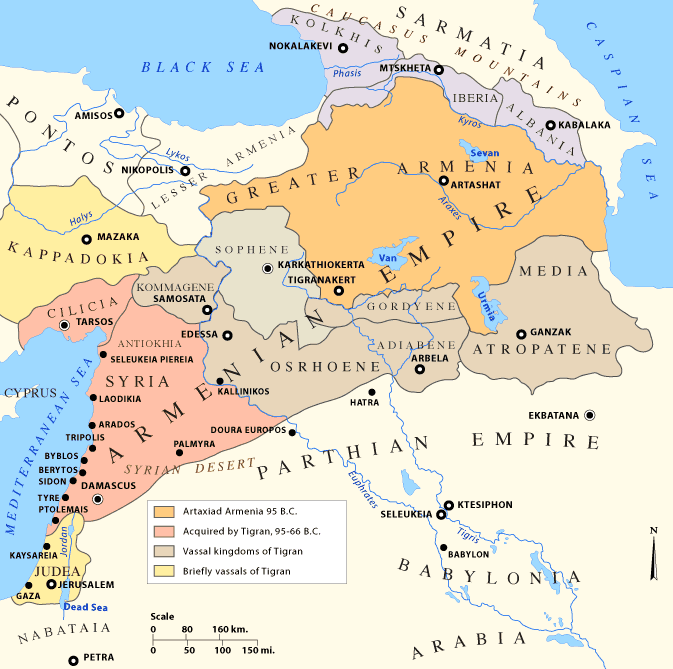
Das armenische Königreich zur Zeit von Tigranes II.

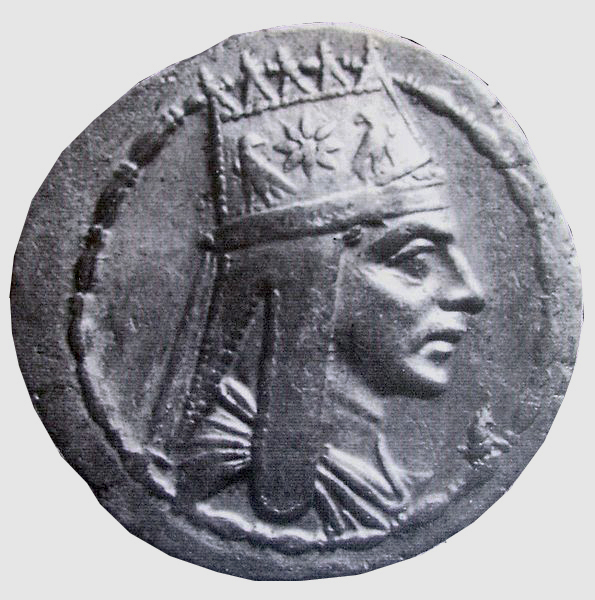
Tigranes II. von Armenien

Lucullus war sich jedoch darüber im Klaren, dass der Krieg nur durch die Festnahme oder den Tod des Mithridates’ endgültig beendet werden konnte. Er entsandte zu diesem Zweck mit Appius Claudius Pulcher einen seiner Legaten nach Armenien, um die Herausgabe des pontischen Königs zu verlangen. Der armenische König Tigranes II. hatte seit seiner Thronbesteigung um 95 v. Chr. die Grenzen seines Reiches unter anderem durch die Annexion von Teilen des Partherreiches in Mesopotamien und des Seleukidenreiches im Norden Syriens erheblich ausgeweitet und schließlich den Titel „König der Könige“ angenommen. Der schroffe Appius ließ jedoch das nötige Feingefühl vermissen, um die Herausgabe von Tigranes’ Schwiegervater erfolgreich auszuhandeln. Während seines Aufenthalts in Armenien bot er Zarbienus, dem König der ursprünglich parthischen Region Gordyene, die Unterstützung Roms in dessen geplanter Rebellion gegen Tigranes an. Später wurde Zarbienus für seinen Verrat hingerichtet. Bei seinem Treffen mit Tigranes verkündete der nach langer Wartezeit ungeduldig gewordene Appius, er sei gekommen um Mithridates entgegenzunehmen oder Tigranes den Krieg zu erklären. Daraufhin wies der armenische König die Forderung zurück.
Lucullus war der Überzeugung, dass es lediglich einer kurzen Demonstration römischer Macht bedürfe, um Tigranes zum Umdenken zu bewegen. Er ließ einen Teil seiner Truppen in Bithynien und Pontus zurück und begab sich im Sommer 69 v. Chr. mit einer etwa 18.000 Mann starken Armee auf den Weg durch Kappadokien in Richtung der im Bau befindlichen armenischen Hauptstadt Tigranokerta und überquerte dabei als erster römischer Feldherr den Euphrat. Lucullus nahm die Belagerung der Stadt auf, um Tigranes zu einer Reaktion zu zwingen. Tigranes zog seine von antiken Geschichtsschreibern auf 80.000 bis 300.000 Mann geschätzte Armee zusammen und marschierte gegen die römischen Truppen. In der daraus resultierenden Schlacht am 7. Oktober erlitt Tigranes nach einem geschickten Flankierungsmanöver unter Lucullus’ Führung eine schwere Niederlage.
Der nahende Winter verhinderte jedoch die effektive Fortführung einer militärischen Kampagne gegen Tigranes, der sich durch das Taurusgebirge nach Norden zurückziehen konnte. Lucullus’ Sieg bei Tigranokerta erzielte daher nicht den gewünschten Effekt, Tigranes zur Herausgabe des pontischen Königs zu bewegen. Lucullus betrieb stattdessen die politische Destabilisierung des armenischen Reiches. Er inszenierte in Gordyene ein öffentliches Begräbnis für Zarbienus, erklärte ihn zum „Freund und Verbündeten“ Roms und zog damit die Bevölkerung der Region auf seine Seite. Auch die Statthalter aus anderen Satrapien schlossen sich Lucullus an. Tigranokerta wurde zudem in einem symbolischen Akt auseinandergenommen und auf seine ursprüngliche Größe einer kleinen Ortschaft reduziert. Tigranes bemühte sich in der Zwischenzeit um ein Bündnis mit dem parthischen König Phraates III. und bot ihm die Rückgabe Gordyenes und anderer parthischer Besitztümer an. Phraates trat jedoch in diplomatischen Kontakt mit Lucullus und bekundete letztendlich seine Neutralität.
Im Spätsommer 68 v. Chr. zog Lucullus in der Hoffnung auf eine schnelle militärische Konfrontation nach Nordosten durch das Taurusgebirge in Richtung Artaxata. Sein Marsch wurde dabei von armenischen Truppen behindert, die ihre Angriffe auf die römischen Versorgungslinien konzentrierten und jeden direkten Kampf vermieden. Daraus resultierende Versorgungsprobleme und unerwartet kaltes Herbstwetter demotivierten die römischen Truppen, die sich schließlich weigerten weiterzumarschieren. Lucullus sah sich gezwungen umzukehren, das mildere Klima im Süden Armeniens ermöglichte ihm die Einnahme der Stadt Nisibis. Anschließend führte er eine militärische Kampagne in den politisch instabilen südlichen Regionen Armeniens durch, um den Druck auf Tigranes zu erhöhen, der armenische König vermied jedoch auch weiterhin eine direkte Konfrontation. Während seine Situation sich zusehends verschlechterte, sah sich Lucullus nicht in der Lage, den Krieg zu einem erfolgreichen Abschluss zu bringen. In der Zwischenzeit konnte Mithridates durch Tigranes’ Hilfe eine kleine Armee aufstellen und durch Kleinarmenien zurück nach Pontos marschieren. Gegen Ende des Jahres 68 v. Chr. fügte er den römischen Garnisonen mehrere Niederlagen zu und konnte die beiden Legionen unter Gaius Valerius Triarius, einem Legaten des Lucullus, schließlich im Sommer des Folgejahres in der Schlacht bei Zela nahezu vollständig vernichten.
Die Nachricht von der sich verschlechternden Situation zwang Lucullus im Frühling 67 v. Chr. zur Rückkehr nach Kleinasien, seine Ankunft erfolgte jedoch zu spät, um die schwere Niederlage bei Zela zu verhindern. Mithridates hatte sich bereits nach Kleinarmenien zurückgezogen und erwartete Verstärkung aus Armenien. Lucullus versuchte erneut, den Konflikt durch eine direkte militärische Konfrontation zu beenden, wurde in seinem Vormarsch auf Mithridates’ Stellung jedoch von der armenischen Kavallerie behindert. Ein letzter Versuch, nach Osten zu marschieren, um den Hauptteil der armenischen Armee unter Tigranes zu stellen, bevor sie zu Mithridates aufschließen konnte, scheiterte an der Weigerung der Legionäre, die Kampagne fortzusetzen. Zu diesem Zeitpunkt hatte die Nachricht von der Niederlage bei Zela den römischen Senat dazu bewogen, das Kommando für den Krieg gegen Mithridates an Gnaeus Pompeius Magnus zu übertragen. Schon zuvor wurde Lucullus vorgeworfen, den Krieg unnötig in die Länge gezogen und die Invasion Armeniens nur aus dem Wunsch nach persönlicher Bereicherung heraus begangen zu haben. Unter den Soldaten war zudem der Unmut über die vergleichsweise geringe Beute gewachsen, denn Lucullus hatte ein ungezügeltes Plündern stets unterbunden und stand nun in den Augen der Armee als einziger Profiteur des Krieges da. Mithridates gelang es bis zum Ende des Sommers, seine Herrschaft über Pontos zu erneuern und damit alle von Lucullus errungenen Erfolge zu negieren.

### Pompeius übernimmt das Kommando
Nachdem Lucullus 70 v. Chr. das Ende des Krieges verkündet hatte und im Jahr darauf die Nachricht vom Sieg bei Tigranokerta den Senat erreichte, begann in Rom der Prozess, die Provinzen Kleinasiens seines Kommandos zu entheben und neuen Statthaltern zu unterstellen. Asia wurde 68/67 v. Chr. wieder von Proprätoren verwaltet, deren Identität allerdings nicht vollständig gesichert ist. Lucullus’ Schwager und Konsul des Jahres 68 v. Chr. Quintus Marcius Rex wurde als Prokonsul Cilicias eingesetzt und sollte Krieg gegen die Piraten in der Region führen. Dafür wurden ihm drei Legionen und eine Flotte unterstellt. Die Piraterie stellte insbesondere im östlichen Mittelmeerraum ein andauerndes Problem für die Römische Republik dar. Bereits 102 v. Chr. wurde Marcus Antonius speziell zu diesem Zweck ein prokonsularisches Kommando über Kilikien zugewiesen, in dessen Verlauf er einige Erfolge verzeichnen konnte. Über die Jahrzehnte hatte sich die Situation jedoch wieder zusehends verschlechtert, sodass Antonius’ gleichnamigem Sohn 74 v. Chr. ein außerordentliches Kommando über das gesamte Mittelmeer zugeteilt werden musste. Dieser hatte jedoch 72/71 v. Chr. im Kampf gegen die mit den Piraten verbündeten Kreter eine Niederlage erlitten.
Schließlich legte der Volkstribun Aulus Gabinius Anfang 67 v. Chr. mit der Lex Gabinia ein Gesetz vor, das ein weiteres außerordentliches Kommando auf Pompeius übertragen sollte. Ihm wurde die Aushebung von 120.000 Legionären sowie 5000 Kavalleristen und einer Flotte von 500 Schiffen gestattet. Sein Kommandobereich sollte das gesamte Mittelmeer und alle Küstenbereiche bis 50 Meilen landeinwärts umfassen. Ob die damit verbundene Befehlsgewalt den Statthaltern der Provinzen übergeordnet war, ist in der Forschung umstritten. Eine solche Machtkonzentration auf eine einzelne Person hatte es in der Geschichte der Republik noch nie zuvor gegeben. Trotz des Widerstandes weiter Teile des Senats wurde das Gesetz auf den Druck der Bevölkerung Roms hin, deren Getreideversorgung unter der Piraterie besonders gelitten hatte, verabschiedet. Pompeius gelang daraufhin innerhalb von drei Monaten der vollständige Sieg über die Piraten. Ein weiteres Gesetz des Gabinius übertrug die Administration von Bithynien und Pontus sowie Lucullus’ Kommando auf den amtierenden Konsul Manius Acilius Glabrio. Der Krieg wurde zu diesem Zeitpunkt als faktisch beendet angesehen, von Tigranes wurde die baldige Kapitulation erwartet und die Niederlage bei Zela lag noch in der Zukunft. Glabrio plante daher auch keine weiteren militärischen Kampagnen und bekam keine zusätzlichen Truppen zugewiesen.
Glabrio traf jedoch erst nach der Schlacht von Zela in Kleinasien ein und war von der unerwarteten Situation überfordert. Diese schwere Niederlage und Pompeius herausragende Leistung im Kampf gegen die Piraten veranlassten den Volkstribun Gaius Manilius Anfang 66 v. Chr. die Lex Manilia vorzulegen, ein Gesetz, das Pompeius den Oberbefehl über alle Operationen im Kampf gegen Mithridates und Tigranes zuteilen sollte. Außerdem wurden ihm alle kleinasiatischen Provinzen unterstellt und das Recht erteilt, ohne die Zustimmung des Senats Allianzen zu schließen. Auch die ihm unter der Lex Gabinia zugeteilten Befugnisse blieben bestehen. Mehrere einflussreiche Senatoren sprachen sich für das auch in der Bevölkerung beliebte Gesetz aus und sicherten dessen Verabschiedung. Pompeius befand sich bereits in Pamphylien und übernahm schließlich das Kommando über die Truppen von Lucullus, Glabrio und Marcius Rex.

### Endgültiger römischer Sieg
Pompeius zog seine nun schätzungsweise 45.000 Mann starke Armee zusammen und bereitete eine Invasion Pontos’ vor. Zunächst nahm er jedoch den diplomatischen Kontakt mit Phraates III. wieder auf und sicherte sich ein Bündnis. Dem parthischen König wurde die Kontrolle über die ehemals parthischen Besitztümer Gordyene, Adiabene und Mesopotamien im Süden Armeniens zugesichert. Im Gegenzug sollte Phraates sich am Krieg gegen Tigranes’ beteiligen. Während Pompeius sich in Kleinarmenien mit Mithridates auseinandersetzte begann Phraates mit der Invasion Großarmeniens. Tigranes konnte die parthische Invasion mit einigem Erfolg abwehren, sah sich jedoch nicht in der Lage, gleichzeitig Mithridates zu unterstützen. Nach sechswöchigen Scharmützeln entlang des Lykos zog sich Mithridates weiter nach Osten in Richtung des armenischen Königreiches zurück, wo er an einem nicht genau bekannten Ort, vermutlich in der näheren Umgebung der später von Pompeius gegründeten Stadt Nicopolis, eine schwere Niederlage erlitt. Seine ursprünglich auf etwa 30.000 Mann angewachsene Armee wurde dabei größtenteils aufgerieben. Mithridates konnte erneut fliehen und zog sich in das an der Ostküste des Schwarzen Meeres gelegene Kolchis zurück, die letzte noch unter seiner Kontrolle stehende Region des pontischen Reiches. Im Frühling 65 v. Chr. zog er weiter in das Bosporanische Reich auf der Krim, um sich gegen seinen übergelaufenen Sohn Machares zu behaupten.
Pompeius gab die Verfolgung schnell auf und widmete sich stattdessen noch 66 v. Chr. der Unterwerfung Armeniens. Tigranes erkannte seine aussichtslose Position, unterwarf sich Pompeius und legte ihm bei einem Treffen sein Diadem zu Füßen. Pompeius erkannte ihn bald als „Freund und Verbündeten“ Roms an, er musste jedoch alle Eroberungen seiner dreißigjährigen Herrschaft aufgeben. Im Anschluss begann Pompeius eine Kampagne gegen die mit Tigranes und Mithridates verbündeten kaukasischen Reiche der Iberier und Albanier. Im Winter 66/65 v. Chr. griff der albanische Anführer Oroises die drei römischen Feldlager am Fluss Kura an und erlitt dabei eine Niederlage. Pompeius siegte im folgenden Frühling gegen die Truppen des iberischen Königs Artokes und schloss einen Frieden mit den Iberiern. Im Spätsommer setzte Pompeius seinen Feldzug gegen die Albaner fort und besiegte die angeblich 72.000 Mann starke albanische Armee an einem unbekannten Flussübergang. Am Ende des Jahres kehrte Pompeius nach Kleinarmenien zurück. Mithridates hatte im Sommer die Krim erreicht und bereitete die Verteidigung der Häfen gegen einen erwarteten römischen Angriff auf dem Seeweg vor. Machares musste fliehen und beging kurz darauf Suizid. Zwei Jahre später fiel Mithridates jedoch einer Revolte seines Sohnes Pharnakes II. zum Opfer und ließ sich schließlich von einem treuen Leibwächter das Leben nehmen. Mithridates’ Leichnam wurde an Pompeius übergeben und Pharnakes als König des Bosporanischen Reiches anerkannt.

## Kriegsfolgen

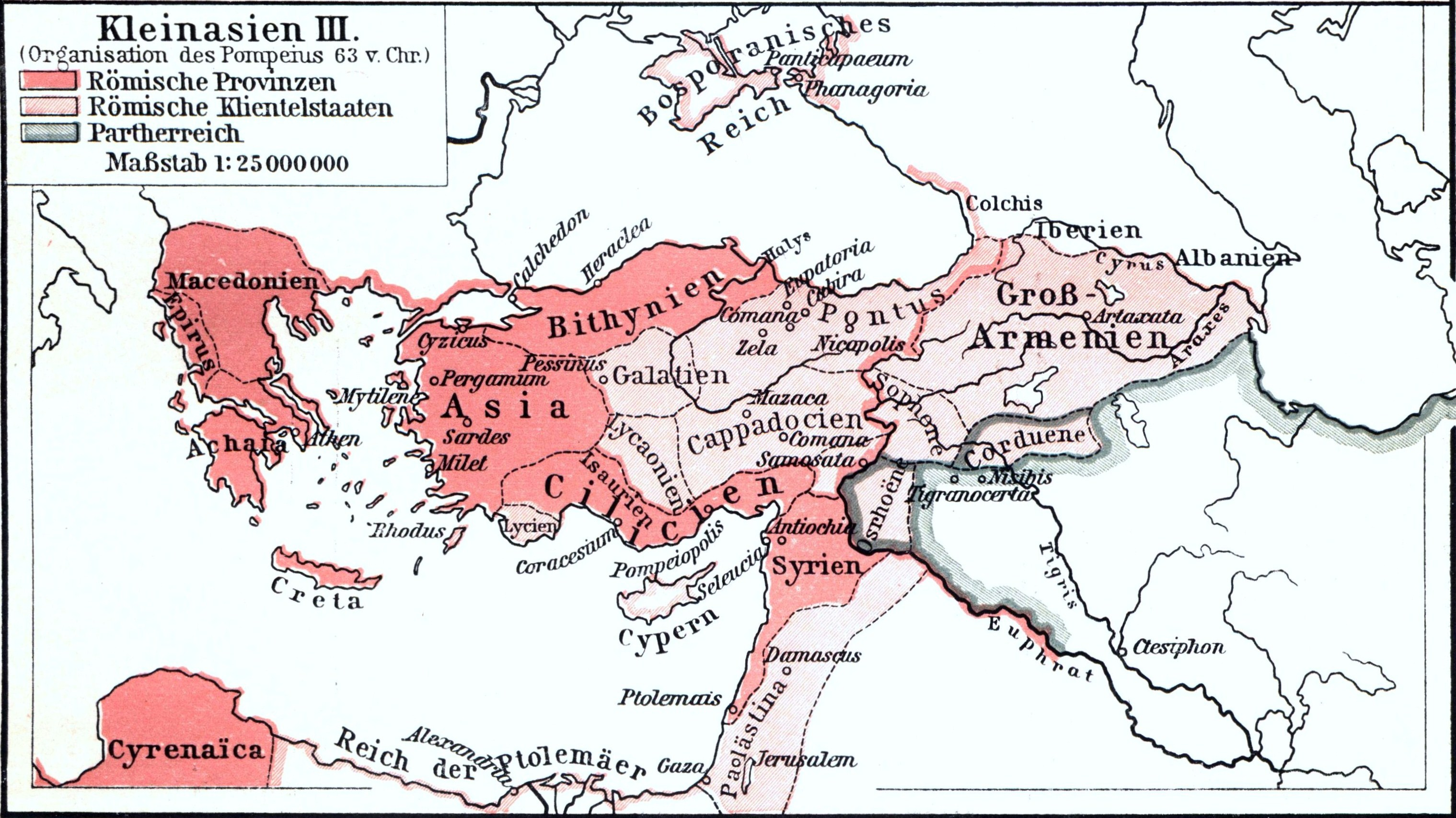
Neugestaltung der Machtverhältnisse durch Pompeius

Nach Tigranes’ Kapitulation sah Phraates die Gelegenheit gekommen, seine Herrschaft über die ehemals parthischen Besitzungen in Großarmenien zu erneuern. Bis zum Ende des Jahres 65 v. Chr. gelang ihm die Unterwerfung Gordyenes und Adiabenes. Aulus Gabinius, nun ein Legat unter Pompeius, marschierte zur selben Zeit durch Armenien in Richtung Mesopotamien, was Phraates dazu veranlasste, gegenüber Pompeius erneut seinen Anspruch auf die Region zu verdeutlichen. Dieser forderte jedoch im Gegenzug zusätzlich die Aufgabe Gordyenes und entsandte mit Lucius Afranius einen weiteren seiner Legaten, um die Region erneut Tigranes zu unterstellen, der inzwischen als „Freund und Verbündeter“ Roms anerkannt war. Phraates zog sich daraufhin kampflos zurück und forderte von Pompeius die Anerkennung des Euphrats als natürliche Grenze zwischen Rom und Parthien. Pompeius wies auch diese Forderung zurück und weigerte sich zudem, Phraates’ Titel „König der Könige“ anzuerkennen. Im Sommer 64 v. Chr. versuchte Phraates schließlich seinen Anspruch militärisch durchzusetzen und griff erneut den Süden Armeniens an. Der Konflikt mündete letztendlich in eine Pattsituation und eröffnete Pompeius die Möglichkeit, sich als Vermittler anzubieten. Gordyene wurde Tigranes zugestanden, während Mesopotamien an Phraates fiel. Als Pufferzone zwischen Parthien und Rom stand Osrhoene, eine Region im westlichen Teil Mesopotamiens, fortan unter der Herrschaft des Klientelkönigs Abgar II.
Den Winter 65/64 v. Chr. verbrachte Pompeius in einer nicht näher bekannten Festung in Kleinarmenien. Das Jahr 64 sah die Vereinigung Bithyniens mit den westlichen Teilen des pontischen Königreiches in der Provinz Bithynia et Pontus. Das ehemals pontische Gebiet wurde zu diesem Zweck administrativ in elf Kommunen gegliedert. Cilicia wurde formal provinzialisiert und umfasste nun auch die Regionen weiter östlich, welche vormals unter der Herrschaft von Tigranes gestanden hatten. In Syrien, den Überresten des Seleukidenreiches, die von Tigranes erobert worden waren, kam es nach dessen Machtverlust im Verlauf von Lucullus’ Invasion zu einem Streit um die Thronfolge. Pompeius hatte sich jedoch bereits vor jedem Treffen mit möglichen Thronanwärtern auf die Annexion der Region festgelegt, wahrscheinlich um parthischen Interessen in der Region Einhalt zu gebieten. Als er sich schließlich mit Antiochos XIII. traf, sah er sich in seiner Entscheidung bestätigt, die Region direkter römischer Kontrolle zu unterstellen. Antiochos erschien ihm als schwacher Herrscher, der sich nicht gegen seine Rivalen durchsetzen oder das Land gegen Angriffe von außen verteidigen konnte. Die Eingliederung des Reiches als Provinz Syria konnte Pompeius schließlich ohne militärischen Widerstand vornehmen.
Im Süden Syriens mischte sich Pompeius in den Konflikt zwischen den Juden in Judäa und den Arabern des Königreiches Nabataea ein. In Judäa kam es zu einem Streit um das Amt des Hohepriesters und die Thronfolge zwischen den Brüdern Hyrkanos II. und Aristobulos II. Als sich Pompeius’ Legat Marcus Aemilius Scaurus 64 v. Chr. ein Bild von der Situation machte, hatte Hyrkanos unter Mithilfe des expansionistischen nabatäischen Königs Aretas III. die Oberhand gewonnen. Pompeius bereitete einen Angriff auf Aretas vor, in dessen Anschluss er sich als Schlichter des Konflikts anbieten wollte. Als Pompeius jedoch Anfang 63 v. Chr. von einer nicht autorisierten Mobilisierung von Truppen durch Aristobulos erfuhr, marschierte er stattdessen gegen den jüdischen Prinzen, der sich daraufhin nach Jerusalem zurückzog. Dort gelang Pompeius dessen Festnahme, das Tempelareal im Zentrum der Stadt wurde jedoch von dessen Anhängern besetzt und konnte erst nach dreimonatiger Belagerung Anfang Oktober erobert werden. Hyrkanos wurde zum Hohepriester und Ethnarch Judäas erhoben. Die nördlichen Gebiete seines Reiches sowie die Küstenstädte Gaza und Jaffa wurden Teil der Provinz Syria.
Während seines Aufenthalts in der Region demonstrierte Pompeius auf Basis seiner ihm von der Lex Manilia zugestandenen Befehlsgewalt eine noch nie dagewesene Unabhängigkeit in der Schlichtung regionaler Konflikte und der Neugestaltung römischer Hegemonie im Osten. Mit Syria, Cilicia und Bithynia et Pontus wurden neue Provinzen geschaffen und zusätzlich eine Pufferzone aus Klientelkönigreichen und Verbündeten entlang der römischen Grenzen etabliert. Die neuere Forschung weist allerdings darauf hin, dass Pompeius dabei wohl keinen umfassenden Plan zur Neugestaltung verfolgte, seine Entscheidungen demnach eher spontan aus den verschiedenen Gegebenheiten erwuchsen, mit denen er im Verlauf seiner Kampagnen konfrontiert wurde.